# Decreti di Dio
Il decreto di Dio è un termine della teologia cristiana con il quale si intende il progetto complessivo che Dio ha sovranamente stabilito dall'eternità per il mondo e la sua storia. Questo concetto è particolarmente rilevante per il Calvinismo.
L'apostolo Paolo ne parla in questi termini: "In lui siamo anche stati fatti eredi, essendo stati predestinati secondo il proposito di colui che compie ogni cosa secondo la decisione della propria volontà," (Efesini 1:11). La Confessione di fede di Westminster fornisce a questo concetto la sua definizione più classica: "I decreti di Dio sono il Suo eterno proposito, secondo il consiglio della Sua volontà, per cui Egli, per la Sua propria gloria, ha prestabilito tutto ciò che deve accadere" (D. 7).

## Diversi tipi di decreti di Dio
Vi sono analogie fra il concetto di decreto riferito a Dio e quello normalmente inteso in giurisprudenza, cioè l'atto di carattere legislativo, amministrativo o giudiziario emanato da un organo esecutivo e contenente norme giuridiche), ma anche importanti differenze. I teologi fanno una distinzione fra decreto teleologico (i Suoi propositi, progetti, finalità) e decreto prescrittivo. 
Un parallelo più stretto esiste fra decreto prescrittivo di Dio e decreto umano. Il decreto prescrittivo si riferisce ai comandamenti ed alle leggi che Dio ha stabilito per le creature umane. Essi richiedono ubbidienza e sono spesso trasgrediti. Il decreto teleologico, d'altro canto, si riferisce al progetto di Dio (eterno, onnicomprensivo, immutabile ed efficace) che Egli sviluppa attraverso la storia.
Alcuni esempi biblici di decreto umano sono il decreto di Dario che imponeva ai suoi cittadini di adorare un simulacro (Daniele 6:7-12), il decreto di Ciro di ricostruire il Tempio di Gerusalemme, e quello di Cesare di fare un censimento in Palestina (Luca 2:1; Atti 17:7). "Decreto" (Dogma, nel greco del Nuovo Testamento, viene pure usato per le decisioni prese dalla Chiesa primitiva nel Concilio di Gerusalemme (Atti 16:4), come pure le varie prescrizioni legali del Giudaismo (Efesini 2:15; Colossesi 2:14,15).
Termini simili sono pure usati per il decreto di Dio contro Nabucodonosor: ("un decreto dell'Altissimo, che sarà eseguito sul re, mio signore" Daniele 4:24); il Suo decreto concernente la pioggia ed il mare (Giobbe 28:26; Proverbi 8:29), e per le Sue leggi che governano la vita umana (es. Salmo 119:5,8,12). Vi sono pure casi in cui il decreto di Dio si riferisce alle leggi e prescrizioni da Lui stabilite nella storia (Esodo 15:25; Romani 1:32).
Talvolta è difficile distinguere un decreto che è rivelazione storica di parte degli eterni propositi di Dio, da un regolamento o ordine di Dio nella storia che non si riferisca specificatamente al decreto eterno (vedi Salmo 2:7).

## La discussione teologica sui decreti di Dio
La discussione teologica sui decreti di Dio normalmente è limitata al progetto eterno stabilito da Dio sin da prima della fondazione del mondo. A differenza dei governanti umani, Dio è esistito da sempre. Egli è esistito già da prima che il mondo fosse creato e il Suo decreto o piano eterno è stato stabilito prima della creazione. Gli eletti, infatti, sono stati eletti "prima della creazione del mondo" (Efesini 1:4; cfr. Ebrei4:3; 1 Pietro 1:20; 2 Timoteo 1:9; 1 Corinzi 1:7; Efesini 3:11).
Il rapporto fra eternità e tempo, fra la sovranità di Dio e la responsabilità umana, rende a noi molto difficile la comprensione dell'eterno decreto di Dio. A questo riguardo si devono fare importanti distinzioni. Il decreto non è eterno in esattamente lo stesso senso che Dio è eterno. Il decreto è risultato della libera e sovrana volontà di Dio. Esso dev'essere quindi distinto dagli atti necessari di Dio all'interno della divina Trinità. Il decreto di Dio dev'essere pure distinto dalla sua esecuzione nella storia. Il decreto della creazione non si identifica nella creazione fattuale del mondo "nel principio" (Genesi 1:1). Il decreto di inviare Gesù Cristo non è eseguito fintanto che Gesù non nasce da Maria ai giorni di Cesare Augusto (Luca 2:1-7). Un'altra importante distinzione sorge quando agenti umani sono usati per eseguire il decreto di Dio. Alcuni avvenimenti decretati hanno luogo per azione diretta di Dio, come la creazione, la rigenerazione e la prima e seconda venuta di Gesù Cristo. Altri avvenimenti decretati sono portati avanti nella storia attraverso agenti umani. Alcune volte avvengono attraverso agenti umani ubbidienti che vivono secondo la legge di Dio, altre volte attraverso azioni di persone peccatrici e disubbidienti, come nel caso della crocifissione di Gesù Cristo.
Dietro la croce di Cristo soggiace chiaramente un decreto di Dio. Prima della Sua morte Gesù dichiara: "Perché il Figlio dell'uomo, certo, se ne va, come è stabilito; ma guai a quell'uomo per mezzo del quale egli è tradito!" Luca 22:22), e Pietro dice al suo uditorio di Pentecoste che Gesù di Nazareth: "...quest'uomo, quando vi fu dato nelle mani per il determinato consiglio e la prescienza di Dio, voi, per mano di iniqui, inchiodandolo sulla croce, lo uccideste" Atti 2:23). Poco più tardi, un gruppo di credenti confessa nella loro preghiera: "Proprio in questa città, contro il tuo santo servitore Gesù, che tu hai unto, si sono radunati Erode e Ponzio Pilato, insieme con le nazioni e con tutto il popolo d'Israele, per fare tutte le cose che la tua volontà e il tuo consiglio avevano prestabilito che avvenissero" (Atti 4:27,28). Eppure la crocifissione era stata un crimine orrendo; i crocifissori avevano trasgredito i comandi di Dio, la Sua precisa volontà. Ciascuno di questi tre brani citati si riferiscono, infatti al peccato di coloro che avevano preso parte alla crocifissione: Giuda, Erode, Ponzio Pilato, i pagani, e Israele. La crocifissione faceva parte dell'eterno decreto di Dio, ciononostante vi è implicata un'azione umana peccaminosa. La colpa di tali azioni, però, non è minimizzata anche quando è funzionale a realizzare il decreto di Dio. La riflessione su questo avvenimento cruciale della storia della salvezza è utile, dato che implica questioni molto complesse, soprattutto al riguardo di come va compreso il rapporto fra decreto di Dio e storia umana.
I riferimenti biblici al riguardo dei decreti di Dio sono generalmente collegati a situazioni storiche concrete che si prefiggono di promuovere nei credenti consolazione, certezza, sicurezza e fiducia in Dio. Nelle parole del Salmista: "Il SIGNORE rende vano il volere delle nazioni, egli annulla i disegni dei popoli. La volontà del SIGNORE sussiste per sempre, i disegni del suo cuore durano d'età in età" (Salmo 33:10,11). Infatti: "Ci sono molti disegni nel cuore dell'uomo, ma il piano del SIGNORE è quello che sussiste." (Proverbi 19:21).

## Decreti di Dio e profezia
I decreti eterni di Dio forniscono pure spiegazione alla profezia di predizione. Il decreto di Dio è in larga parte occulto, segreto, non rivelato. Coloro che avevano crocifisso Cristo non erano consapevoli del decreto di Dio che riguardava le loro azioni.  La profezia, però, rivela caratteristiche-chiave del progetto eterno di Dio. La prima di queste profezie è la promessa di un Salvatore: "Io porrò inimicizia fra te e la donna, e fra la tua progenie e la progenie di lei; questa progenie ti schiaccerà il capo e tu le ferirai il calcagno" (Genesi 3:15. Questa promessa corre come un filo d'oro attraverso l'intera Bibbia.
Isaia fa frequentemente riferimento al decreto di Dio e contrappone il Dio vivente agli idoli. "Il SIGNORE degli eserciti l'ha giurato, dicendo: «In verità, come io penso, così sarà; come ho deciso, così avverrà. Frantumerò l'Assiro nel mio paese, lo calpesterò sui miei monti; allora il suo giogo sarà tolto da essi, e il suo carico sarà tolto dalle loro spalle».  Questo è il piano deciso contro tutta la terra; questa è la mano stesa contro tutte le nazioni. Il SIGNORE degli eserciti ha fatto questo piano; chi potrà frustrarlo? La sua mano è stesa; chi gliela farà ritirare?" (Isaia 14:24-27).
Parte del decreto di Dio non si è ancora realizzato nella storia, ma è stato rivelato dalla profezia. Essa fornisce la base della speranza cristiana del secondo avvento di Cristo, il compimento del Regno di Dio e la vita eterna nel "nuovo cielo e nuova terra".

## I decreti di Dio nella storia della teologia
La dottrina sugli eterni decreti di Dio, riceve particolare considerazione soprattutto nell'ambito della tradizione agostiniana e calvinista in connessione con le dottrine della predestinazione e della sovranità di Dio.
All'interno del Calvinismo  sorgono dibattiti sull'insegnamento di Arminio, condannato al Sinodo di Dordrecht nel 1618-1619. Lo scolasticismo protestante raffina i termini della questione  della predestinazione e comporta dispute fra coloro che appoggiano il sopralapsarianismo e l'infralapsarianismo, le controversie nelle chiese ugonotte sull'insegnamento di Moïse Amyraut e simili. Dopo il declino dello scolasticismo protestante ed il sorgere del pietismo, "religione del cuore", la questione risorge con il metodismo che favorisce l'arminianesimo, e George Whitefield un "metodismo calvinista".
La teologia pelagiana e liberale restringono i decreti di Dio solo al fatto che Dio conosce in anticipo ciò che l'essere umano liberalmente decide e che quindi Dio non determina, indebolendo così notevolmente (alcuni dicono pregiudicando) il concetto biblico di decreti di Dio con i concetti di iniziativa e cooperazione umana.

## Obiezioni al concetto di eterno decreto di Dio
Le obiezioni tradizionali alla dottrina degli eterni decreti di Dio sono incentrate nel sostenere che essa sia incoerente con la responsabilità umana, renda la storia priva di significato, come pure renda Dio autore ultimo del peccato. La distinzione prima menzionata e l'illustrazione sulla crocifissione di Cristo rispondono a tali obiezioni. Se non si distingue fra decreto teleologico e decreto prescrittivo, se non si distingue fra il decreto di Dio ed il modo complesso in cui esso viene eseguito, conduce ad una concezione fatalistica e determinista dei decreti di Dio. Allora gli esseri umani appaiono solo come robot e la storia è intesa come il programma di un computer o come una rappresentazione teatrale dove tutto è già stabilito sul copione.
La storia acquista il suo significato in parte quando si considera come il decreto di Dio sia occulto, non rivelato, segreto e dal fatto che Dio esiga che la nostra vita sia governata dai Suoi comandi rivelati. Anche se la caduta di Adamo e la crocifissione di Cristo sono inclusi nel decreto di Dio, le Sacre Scritture indicano chiaramente che il decreto non ne forza l'esito. Gli esseri umani agivano liberamente, ma irresponsabilmente; essi facevano precisamente ciò che Dio aveva loro comandato di non fare.